# 京广汉口联络线
京广汉口联络线起自丹水池站，终于汉西站，是汉口站改造的重要工程，改造后的汉口站引入汉丹铁路、合武铁路、汉宜铁路，部分京广铁路列车通过汉口联络线进入汉口站停靠，而不停靠汉口站的旅客列车及货物列车则直接经由汉口站北侧的京广铁路正线运行，部分货物列车还可通过汉口线路所引入汉丹铁路。

## 与其它铁路的连接
- 丹水池站：京广铁路、滠武铁路
- 汉口站：汉丹铁路、合武铁路、汉宜铁路
- 汉西站：京广铁路、汉西联络线